# 鲁志宏
鲁志宏（1957年7月—），安徽淮南人，中华人民共和国地方政治人物。

## 生平
1974年11月入伍，1985年3月加入中国共产党。1978年4月至1979年9月任安徽省蒙城县自来水厂工人。1979年9月至1986年7月，在安徽师范大学政治系哲学专业学习，获哲学硕士学位。1986年8月起，历任安徽省委政策研究室干事、副处级调研员、办公厅副处级秘书、正处级秘书。1996年8月，调任湖北省委办公厅正处级秘书。1999年9月，任湖北省社会治安综合治理委员会办公室主任（副厅级）。1999年11月，任湖北省委政法委委员、省社会治安综合治理委员会办公室主任。2002年10月，任湖北省委政法委副书记、省社会治安综合治理委员会办公室主任。2006年7月被明确为正厅级。2011年8月，任湖北省委政法委常务副书记、省社会治安综合治理委员会办公室主任。2013年4月，转任湖北省高级人民法院党组副书记。同年5月，湖北省高级人民法院常务副院长、党组副书记。2015年8月底，调任湖北省司法厅副厅长（正厅级）。2015年9月11日，因涉嫌严重违纪，接受组织调查。
由于9月7日鲁志宏才刚到司法厅履新，第三天9月9日即被带走调查，由此创造了十八大以来官员落马最快速度的纪录。
2016年9月，湖北省纪委决定给予鲁志宏开除党籍、开除公职处分。